# Leo Karner
Leopold "Leo" Karner (Annaberg, 4 de novembro de 1952) é um ex-ciclista de estrada austríaco. Competiu nos Jogos Olímpicos de Verão de 1976 em Montreal, onde fez parte da equipe de ciclismo austríaca que terminou na décima quinta posição nos 100 km contrarrelógio por equipes.